# アーセナルが製造している製品
アーセナルが製造している製品（アーセナルがせいぞうしているせいひん）では、ブルガリアのアーセナルの製品について解説する。

## 軍・警察用兵器

### 拳銃・短機関銃
- アーセナル P-M02 コンパクト

9x19mm パラベラム弾を使用する小型半自動拳銃
- シプカSMG

9x19mm パラベラム弾や9x18mm マカロフ弾を使用するサブマシンガン

### アサルトライフル
以降にあげるアサルトライフルは全てAK-47 / AK-74系列の派生型であるが木製部品は一切使用されておらず、レシーバーも全て切削加工で製造されている。
後端にFが付くモデルは折畳式銃床を装備しており、特別な断りがない限りはAKS-47/ AKMSと同型の金属製下面折畳式である。
フルサイズモデル
- AR / AR-F

AK-47 / AKS-47相当の型。7.62x39mm弾仕様のみ。
- AR-1 / AR-1F

上述のAR / AR-Fの銃口にフラッシュサプレッサーを追加した型。7.62x39mm弾仕様のみ。
- AR-M1 / AR-M1F

AK-74 / AKS-74相当の型。5.56mm NATO弾仕様と7.62x39mm弾仕様が存在。
- AR-M7F

ロシア製のAK-74MやAK-100シリーズと同型のプラスチック製左側面折畳銃床を装備した型で、AK-101 / 103に相当。5.56mm NATO弾仕様と7.62x39mm弾仕様が存在。
- AR-M9 / AR-M9F

AR-M1 / AR-M1Fの改良型。ハンドガードやグリップ、銃床、フラッシュサプレッサーの形状を改良した他、グリップ左側面部にはIMI ガリルやツァスタバ M21と同様にセレクターを追加している。AR-M9Fの銃床は、ガリルに類似した金属製右側面折畳式。5.56mm NATO弾仕様のみ。
コンパクトモデル
- AR-M2F

ガスポートより先の銃身を丸々カットする形で、銃身長を320mmに切り詰めたカービンタイプ。ロシア製のAK-102 / 104 / 105に相当する型であるが、銃床は金属製下面折り畳み式であるほか、フラッシュサプレッサーの形状もブルガリア独自のものとなっている。5.56mm NATO弾仕様と7.62x39mm弾仕様が存在。
- AR-SF

銃身長を215mmにまで切り詰め、ガスピストンもハンドガード前端部ぎりぎりまで短縮化し、銃口部分にAR-M2Fと同型のフラッシュサプレッサーを装着させた型。AKS-74Uに相当する存在であるが、銃床は従来通りの金属製下面折畳式。5.56mm NATO弾仕様と7.62x39mm弾仕様が存在。
- AR-M4SF

上述のAR-M9Fをベースに、AR-SFと同様に銃身とガスピストンを切り詰めフラッシュサプレッサーを装着させた型。下部ハンドガードは下方に大型化されており、はみ出た部分にCQB用のフラッシュライトやレーザーサイトを内蔵可能となっている。5.56mm NATO弾仕様と7.62x39mm弾仕様が存在。

### 軽機関銃・分隊支援火器
- LMG / LMG-F

RPK / RPK-74軽機関銃。弾薬のバリエーションは5.45x39mm弾、7.62x39mm弾、5.56mm NATO弾の3種類。-Fが付くモデルは、金属製下面折畳式銃床を備える。

### 機関銃
- MG - PK汎用機関銃。7.62x54mmR弾仕様のみ。
  - MG-M1 - PKM汎用機関銃。7.62x54mmR弾仕様と、7.62mm NATO弾仕様が存在。
  - MG-1MS - 三脚搭載型。PKMSに相当。
  - MG-1MV - 車両搭載型。PKMBに相当。
  - MG-1MN - 艦艇搭載型。
  - MG-T - 車内搭載同軸機銃型。PKMTに相当。
- MG-1M - PK汎用機関銃の銃身に平行に掘られた溝に加え、山の部分に銃身円状の溝を追加した改良型。7.62x54mmR弾仕様が基本であるが、7.62mm NATO弾仕様も生産可能。

### グレネードランチャー
アンダーバレル式
- UBGL

GP-25。AKM / AK-74系アサルトライフルにのみ装着可。
- UBGL-1

GP-25のコピーであるが、AK-47とその直系のアサルトライフルに装着可能とするため、ライフル側の下部ハンドガード部分を取り外して、その代わりに装着するように設計されている。
- UBGL-M6

NATO標準の40x46mmグレネードを使用する、AKM / AK-74系アサルトライフル用グレネードランチャー。前後に銃身をスライドさせて装填・排莢する。
- UBGL-M7

UBGL-M6の派生型。M4カービン用。
- UBGL-M16

UBGL-M6の派生型。M16A1用。
リボルビング式
- 40x46 mm "ARSENAL" MSGL

西側標準の40x46mmグレネードを6発装填する、一般的なリボルビング式グレネードランチャー。銃身の下部と左右にピカティニー・レールを装着。
- アバランチ

GP-25用40mmグレネードを6発装填する。GP-25と同様、薬室が銃身を兼ねた構造になっており、輪胴の先に銃身が存在しない特異な形状をしている。
オートマチック式
- AGL-30M

AGS-17 30mm自動擲弾発射機。

### 迫撃砲
- M6-221LR - 60mm迫撃砲。
- M6C-210 - 60mm携帯式迫撃砲。二脚は無し。
- M8-211 - 81mm迫撃砲。二脚の形状がL16迫撃砲に類似。
- M82 - 82mm迫撃砲。

### 対空機関砲
- 23mm "ARSENAL" ADS - ZU-23-2 23mm連装対空機関砲。
- 23mm "ARSENAL" ADS-N - 上記のADSの艦載用モデル。

### 対戦車兵器
- ATGL-L - RPG-7個人携帯式無反動砲 / ロケットランチャー。
- ATGL-H - SPG-9牽引 / 車載式無反動砲。

### 兵器類その他
- 上記兵器用の弾薬、信管

- 122mm榴弾（D-30牽引榴弾砲、2S1「グヴォズジーカ」自走榴弾砲用）

- S-5 57mm空対地ロケット弾
  - S-5KO（成形炸薬弾）
  - S-5KP（成形炸薬弾）
  - S-5MO（破片榴弾）
  - S-5KO PRACT（訓練弾）

- 手榴弾
  - F1手榴弾
  - GHD-2防御（破片式）手榴弾
  - GHO-1攻撃（爆風式）手榴弾
  - GHO-1P / GHD-2P訓練手榴弾
  - GH SMK発煙手榴弾 - GH SMK-W（白煙）、GH SMK-O（オレンジ煙）、GH SMK-R（赤煙）の三種類が存在。
  - GHTBサーモバリック手榴弾
  - S&F GH-1-01スタングレネード
  - S&F GH-13スタングレネード

## 民生用製品
- CNCマシーンやフライス盤、旋盤などの各種工作機械をはじめとする工業製品や、民生用銃器などを製造。